# Olga Rudge
Olga Rudge (13. dubna 1895, Youngstown, Ohio, USA – 15. března 1996, Tirolo, Itálie) byla americká houslistka, žijící většinu života v Evropě.
Narodila se v Youngstownu v Ohiu. Od deseti let žila v Londýně, kam se s matkou a dvěma dalšími sourozenci přestěhovala, a později v Paříži. Koncertovat začala během první světové války, kdy se mj. účastnila koncertů na podporu britských a francouzských vojáků. V roce 1918 absolvovala turné po Itálii s Ildebrandem Pizzettim.
Byla dlouholetou družkou básníka Ezry Pounda, s nímž se seznámila počátkem dvacátých let poté, co recenzoval jedno její vystoupení, a s nímž měla dceru Mary. S Poundem měla vztah až do konce jeho života v roce 1972. Ke konci života žila u své dcery na hradě Brunnenburg v severní Itálii, kde v roce 1996 ve věku 100 let zemřela. Pochována byla po Poundově boku na ostrově San Michele.